# Supremum i infimum
Supremum je u teoriji skupova onaj element x koji je najmanja gornja međa skupa B. Infimum je u teoriji skupova onaj element x koji je najveća donja međa skupa B.